# 曼氏絨鬚石首魚
曼氏絨鬚石首魚為輻鰭魚綱鱸形目鱸亞目石首魚科的其中一種，分布東南太平洋的智利海域，棲息在沿岸海域。